# Słabodka (rejon mohylewski)
Słabodka (biał. Слабодка; ros. Слободка, pol. hist. Słobódka) – wieś na Białorusi, w obwodzie mohylewskim, w rejonie mohylewskim, w sielsowiecie Sidarawiczy.
Do 1917 położona była w Rosji, w guberni mohylewskiej, w powiecie bychowskim. Następnie w granicach Związku Sowieckiego. Od 1991 w niepodległej Białorusi.